# 桂二乗
桂 二乗（かつら にじょう、1978年5月29日 - ）は、三重県四日市市出身の落語家。本名∶高井 豊史。出囃子は『お座敷小唄』。
たまたま喫茶店での落語会を見たことで興味を持ち1年間桂米二のおっかけをしたのがきっかけで2003年7月11日に米二に入門。芸名は米二の出身の京都の二条に因むが、本人は三重出身なので本人希望で「二乗」という字になった。同年9月24日、大阪梅田太融寺「桂米二不定期落語会」での「子ほめ」で初舞台。祇園の料理店でアルバイトをしながら、通い弟子として修業した。米朝事務所所属。上方落語協会会員。
2013年 「第8回繁昌亭大賞」輝き賞受賞。